# Eduard Straßmayr
Eduard Straßmayr (* 25. Jänner 1885 in Aschach an der Steyr; † 31. Mai 1960 in Linz) war ein österreichischer Historiker und Archivar.

## Leben
Eduard Straßmayr maturierte am Stiftsgymnasium Seitenstetten und studierte Geschichte an der Universität Wien. 1908 wurde er Mitarbeiter am Oberösterreichischen Landesarchiv. 1914 bis 1918 leistete er Kriegsdienst im Ersten Weltkrieg. 1934 bis 1938 war Straßmayr Mitglied des Stadtrates in Linz und Dienststellenleiter der oberösterreichischen Landesbeamten im Rahmen der Vaterländischen Front. Nach dem „Anschluss Österreichs“ wurde er zwangspensioniert. 1941 bis 1944 leistete er Kriegsdienst im Zweiten Weltkrieg.
1945 wurde Straßmayr rehabilitiert und war bis 1947 kommissarischer Leiter der Studienbibliothek Linz, ab 1947 war er Direktor des Oberösterreichischen Landesarchivs. Straßmayr reaktivierte 1946 den Oberösterreichischen Musealverein, dessen Präsident er bis 1959 blieb.
Er veröffentlichte zahlreiche wissenschaftliche Beiträge zur Geschichte Oberösterreichs. Er war Mitglied der katholischen akademischen Studentenverbindung Norica. Sein Nachlass befindet sich im Oberösterreichischen Landesarchiv.

## Publikationen
Eigenständige Publikationen:
- Eduard Straßmayr: Das Archiv der Marktkommune Perg in Oberösterreich, Perg 1909.
- Eduard Straßmayr: Die Stadt Grein und ihr Archiv. Wien 1931.
- Eduard Straßmayr: Das Hessenregiment. Aus der Geschichte des Infanterie-Regimentes Nr. 14. Linz 1933.
- Eduard Straßmayr: Bibliographie zur oberösterreichischen Geschichte 1935–1948. Linz 1950.
- Eduard Straßmayr: Das Landhaus in Linz. Seine Baugeschichte, politische und kulturelle Bedeutung. Linz 1950.

Ausgewählte Beiträge in Sammelwerken:
- Eduard Straßmayr: Die Linzer Wollenzeug- und Teppichfabrik in der Reiseliteratur. In: Jahrbuch des Oberösterreichischen Musealvereines. Jahrgang 78, Linz 1920, S. 19–24 (zobodat.at [PDF]).
- Eduard Straßmayr: Das Linzer Schmiedtor. In: Jahrbuch des Oberösterreichischen Musealvereines. Jahrgang 82, Linz 1928, S. 127–142 (zobodat.at [PDF]).
- Eduard Straßmayr: Die Bibliothek der Stände im Lande ob der Enns. In: Jahrbuch des Oberösterreichischen Musealvereines. Jahrgang 96, Linz 1951, S. 111–139 (zobodat.at [PDF]).
- Eduard Straßmayr: Linzer Bibliotheken in der Reformationszeit. In: Jahrbuch der Stadt Linz 1951. Linz 1952, S. 267–281 (ooegeschichte.at [PDF]).
- Eduard Straßmayr: Der Ennser Stadtturm. In: Jahrbuch des Oberösterreichischen Musealvereines. Jahrgang 97, Linz 1952, S. 121–134 (zobodat.at [PDF]).
- Eduard Straßmayr: Die obersten Vorstände und Präsidenten des oberösterreichischen Musealvereines. In: Jahrbuch des Oberösterreichischen Musealvereines. Jahrgang 98, Linz 1953, S. 163–175 (zobodat.at [PDF]).
- Eduard Straßmayr: Bürgermeister Dr. Karl Wiser (1800-1889). In: Jahrbuch der Stadt Linz 1953. Linz 1954, S. 233–248 (ooegeschichte.at [PDF]).
- Eduard Straßmayr: Schicksale der Stadt Enns im Bauernkrieg 1626. In: Jahrbuch des Oberösterreichischen Musealvereines. Jahrgang 99, Linz 1954, S. 151–163 (zobodat.at [PDF]).
- Eduard Straßmayr: Schloß Ennsegg. In: Jahrbuch des Oberösterreichischen Musealvereines. Jahrgang 102, Linz 1957, S. 137–144 (zobodat.at [PDF]).